# Neder-Betuwe
Neder-Betuwe és un municipi de la província de Gelderland, al centre-oest dels Països Baixos. L'1 de gener del 2009 tenia 22.540 habitants repartits sobre una superfície de 68,11 km² (dels quals 7,17 km² corresponen a aigua). Limita al nord amb Rhenen i Wageningen, a l'oest amb Buren, a l'est amb Overbetuwe i al sud amb Tiel, West Maas en Waal, Druten i Beuningen.

## Centres de població
Dodewaard, Echteld, IJzendoorn, Kesteren, Ochten i Opheusden.

## La planta nuclear
La planta d'energia nuclear de Dodewaard, amb un reactor devapor d'aigua, està en procés de desmantellament. Fou operativa de 1968 a 1997 i tenia una capacitat de 58 MW. En 2003 es va retirar l'últim material fisionable. Part de la planta ha estat desballestada i la part radioactiva està  condicionada, pendent de demolició, per a un període de 40 anys d'espera (de l'any 2005 al 2045) de «tancament amb seguretat».

## Administració
El consistori consta de 19 membres, compost per:
- Partit del Treball, (PvdA) 6 regidors
- SGP, 6 regidors
- Crida Demòcrata Cristiana, (CDA) 2 regidors
- Partit Popular per la Llibertat i la Democràcia, (VVD) 2 regidors
- Gemeentenbelangen, 2 regidors
- ChristenUnie, 1 regidor